# 克勉八世
克勉八世（拉丁語：Clemens PP. VIII；1536年2月24日—1605年3月3日）原名依玻里多·阿爾多布蘭迪尼（Ippolito Aldobrandini），1592年1月30日當選教宗，同年2月9日即位至1605年3月3日為止。
他曾为咖啡祝福，改变了欧洲基督徒不喝咖啡这种穆斯林饮料的历史。

## 內部政策
克勉八世和教宗思道五世（1585年－1590年在位）一樣作風強勢，他整治了目無法紀的羅馬貴族。在1592年晉升為教宗後，他馬上將幾位製造麻煩的貴族處死。1599年，他下令處死了貝亞特麗切·倩契，一名殺害父親的年輕女貴族。由於倩契是無法容忍父親的長期虐待和性侵才犯下此案，有許多聲音認為應從輕量刑，但克勉八世仍不為所動。倩契死後，她們家的財產被充公，克勉八世後來將這些財產給了自己的家人。

## 譯名列表
- 八世：天主教香港教區禮儀委員會：禧年專頁（页面存档备份，存于）作。
- 八世：香港天主教教區檔案　歷任教宗作。
- 克雷芒八世：《大英簡明百科知識庫》2005年版[永久]、《世界人名翻譯大辭典》1993年版作克雷芒。

## 外部連結
- Mons. Jouin, "The Holy See and the Jews", from Révue International des Societés, 1918

| 天主教會職銜          | 天主教會職銜                             | 天主教會職銜      |
| --------------------- | ---------------------------------------- | ----------------- |
| 前任者： 依諾增爵九世 | 罗马主教 教宗 1592年2月9日－1605年3月3日 | 繼任者： 良十一世 |